# Velîka Bușînka, Nemîriv
Velîka Bușînka (în ucraineană Велика Бушинка) este localitatea de reședință a comunei Velîka Bușînka din raionul Nemîriv, regiunea Vinnița, Ucraina.

## Demografie
Componența lingvistică a localității Velîka Bușînka
     Ucraineană (98,9%)
     Alte limbi (0,95%)
Conform recensământului din 2001, majoritatea populației localității Velîka Bușînka era vorbitoare de ucraineană (98,9%), existând în minoritate și vorbitori de alte limbi.